# NGC 2
NGC 2 este o galaxie spirală din constelația Pegasus. Se află mai la sud de galaxia NGC 1. Este o galaxie fadă, având o magnitudine aparentă de 14,2. A fost descoperită în 20 august 1873 de către Lawrence Parsons, 4th Earl of Rosse.